# Günther Hölbl
Günther Hölbl né le 12 novembre 1947 à Vienne est un égyptologue et historien de l'Antiquité autrichien.

## Biographie
Günther Hölbl a d'abord étudié le latin et l'histoire à l'université de Vienne pour devenir professeur. Il obtient sa maîtrise en 1972. Il suit ensuite un cursus de doctorat en égyptologie et en philologie classique. Il obtient son doctorat en 1975 et devient lecteur universitaire pour l'Égypte hellénistique et romaine à l'université de Vienne en 1978. En 1982, il obtient son habilitation en égyptologie et est nommé professeur d'université. Il enseigne jusqu'en 2012 à l'Institut d'histoire ancienne et à l'Institut d'égyptologie de l'université de Vienne. Depuis 1983, Hölbl enseigne également à l'université de Salzbourg et, de 2004 à 2012, à l'université de Catane (d'abord à Syracuse, puis en 2011-12 au Corso di Laurea in Archeologia à Catane). En 1998, Hölbl est nommé professeur d'université extraordinaire à Vienne. À titre professionnel, il est collaborateur scientifique de la Commission égyptienne de l'Académie autrichienne des sciences de 1983 à 1993 et conservateur de la collection égypto-orientale du Kunsthistorisches Museum de Vienne de 1993 à 2003.
Les domaines de spécialisation de Günther Hölbl sont l'histoire et la culture de l'Égypte ptolémaïque et romaine. Un autre de ses principaux domaines de travail est l'étude de la propagation de la culture et de la religion égyptiennes antiques dans le bassin méditerranéen.

## Publications
- Zeugnisse ägyptischer Religionsvorstellungen für Ephesus, Brill, Leiden, 1978,  (ISBN 90-04-05688-2).
- Beziehungen der ägyptischen Kultur zu Altitalien, 2 volumes, Brill, Leiden, 1979,  (ISBN 90-04-05487-1).
- Museo Archeologico Nazionale di Napoli. Le stele funerarie della Collezione Egizia. Istituto Poligrafico e Zecca dello Stato, Roma, 1985,  (ISBN 88-240-3021-1).
- Ägyptisches Kulturgut im phönikischen und punischen Sardinien, 2 volumes, Brill, Leiden, 1986,  (ISBN 90-04-07182-2).
- Ägyptisches Kulturgut auf den Inseln Malta und Gozo in phönikischer und punischer Zeit. Die Objekte im Archäologischen Museum von Valletta, Österreichische Akademie der Wissenschaften, Wien, 1989 (= Sitzungsberichte der Österreichischen Akademie der Wissenschaften, Philosophisch-Historische Klasse, volume 538, Studien zum ägyptischen Kulturgut im Mittelmeerraum, volume 1, Veröffentlichungen der Ägyptischen Kommission der Österreichischen Akademie der Wissenschaften, no 1,  (ISBN 3-7001-1637-3).
- Geschichte des Ptolemäerreiches. Politik, Ideologie und religiöse Kultur von Alexander dem Großen bis zur römischen Eroberung, Wissenschaftliche Buchgesellschaft, Darmstadt, 1994,  (ISBN 3-534-10422-6) (réimpression révisée en 2004,  (ISBN 3-534-17675-8), anglais, 2002).
- Altägypten im Römischen Reich. Der römische Pharao und seine Tempel,
  - Volume 1 : Römische Politik und altägyptische Ideologie von Augustus bis Diocletian, Tempelbau in Oberägypten, (= Zaberns Bildbände zur Archäologie), von Zabern, Mainz, 2000,  (ISBN 3-8053-2392-1).
  - Volume 2 :  Die Tempel des römischen Nubien, (= Zaberns Bildbände zur Archäologie), von Zabern, Mainz, 2004,  (ISBN 3-8053-3396-X).
  - Volume 3 : Heiligtümer und religiöses Leben in den ägyptischen Wüsten und Oasen, (= Zaberns Bildbände zur Archäologie), von Zabern, Mainz, 2005,  (ISBN 3-8053-3512-1).
- Aegyptiaca aus Al Mina und Tarsos im Verbande des nordsyrisch-südostanatolischen Raumes, (= DenkschrWien. volume 498, Archäologische Forschungen, volume 28, ÖAW, Wien, 2017,  (ISBN 978-3-7001-8045-6).
- Aegyptiaca nella Sicilia greca di VIII-VI sec. a.c., con un contributo di E. Haslauer (= Accademia Nazionale dei Lincei, Monumenti Antichi, serie miscellanea, volume XXVI, LXXXI della serie generale, G. Bretschneider, Roma, 2021,  (ISBN 978-88-7689-335-3).
- The Shrine of Eileithyia. Minoan Goddess of Childbirth and Motherhood at the Inatos Cave in Southern Crete, volume I : The Egyptian-Type Artifacts, With contibutions by Ph. P. Betancourt and K. Chalikias (= Prehistory Monographs, volume 69, INSTAP Academic Press, Philadelphia (Penns.), 2022,  (ISBN 978-1-931534-34-5).